# لویزلا بگی
لویزلا بگی (ایتالیایی: Luisella Beghi؛ ‏ ۲۲ نوامبر ۱۹۲۲ – ۹ سپتامبر ۲۰۰۶) یک هنرپیشه اهل ایتالیا بود.
او در پارما، متولد شد و در نوجوانی به به رم نقل مکان کرد و یکی از اولین دانش آموزان دختر، Centro Sperimentale di Cinematografia (مرکز فیلم تجربی یا مدرسه فیلم ملی ایتالیا) بود و در سال ۱۹۳۸ فارغ‌التحصیل شد.

## گزیدهٔ فیلم‌شناسی
- فروشگاه (۱۹۳۹)
- نغمه‌های جاویدان (۱۹۴۰)
- رزهای قرمز (۱۹۴۰)
- کشور زنگ‌ها (۱۹۵۴
- دختر خوشگل رم (۱۹۵۵)